# 児島湾広域農道

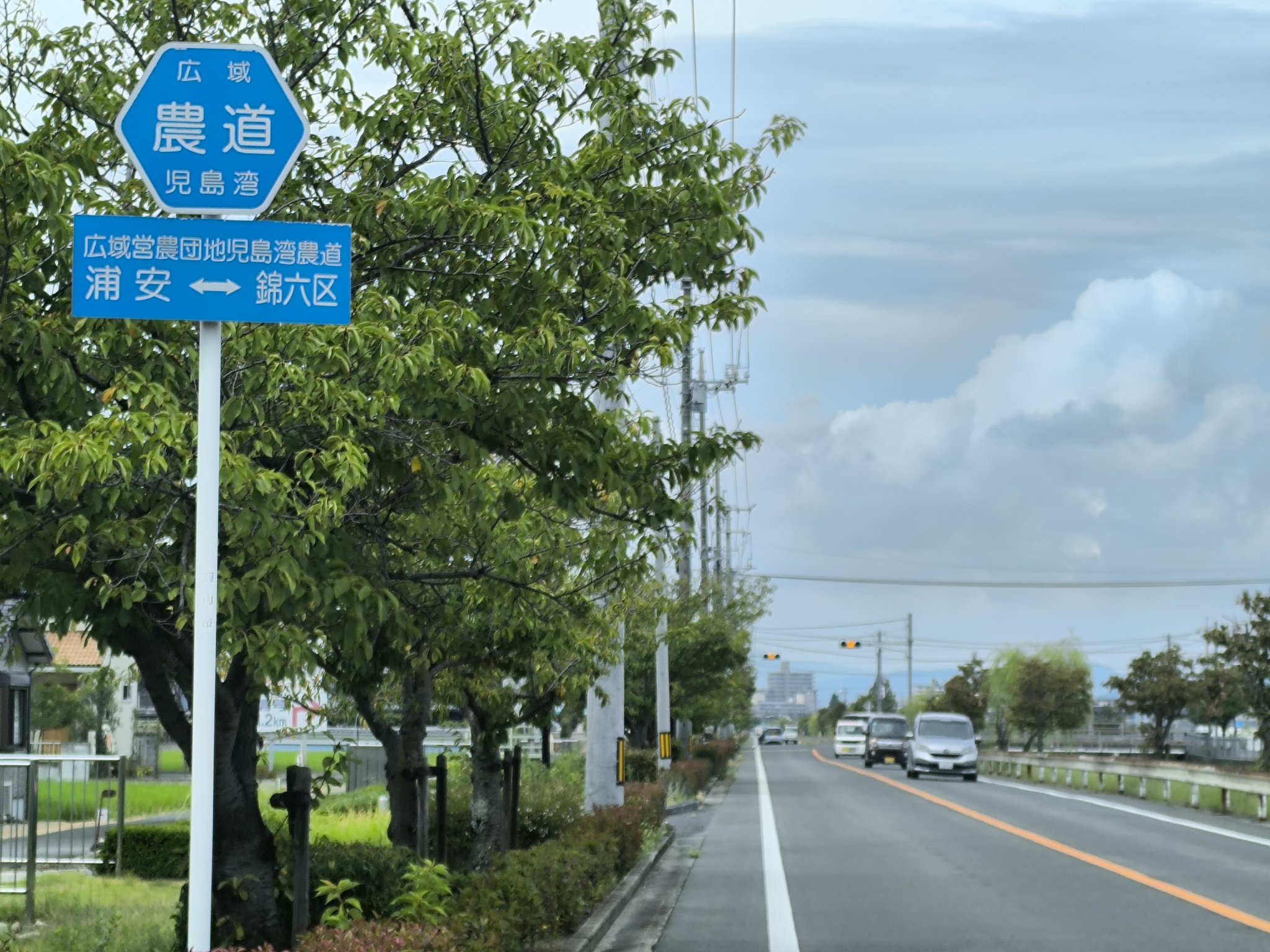
児島湾広域農道浦安錦六区線

児島湾広域農道（こじまわんこういきのうどう）は、岡山県岡山市南区を通る農道である。

## 概要
工期は昭和48年から平成2年。今は通称の道路名として「千両街道」とも呼ばれる。

## 沿線風景
岡山市を通る国道2号から分岐した形から起点として南下し、途中までは岡山県道212号浦安豊成線と併走する形で貫く。最初は住宅地の中を通るが途中でやがて水田や農地が広がりを見せるようになりその中を横切る。西側に浦安総合公園を見渡した後岡山県道212号は岡南飛行場に向かうが、農道はその県道と分岐した形でこのまま笹ヶ瀬川を渡り、この先は終点まで干拓地が広大に広がりを見せる。この干拓地の東側に児島湾や児島湖が眺められる。

## 交差する道路
- 国道2号
- 岡山県道212号浦安豊成線

## 周辺の観光地など
- 児島湾
- 児島湖
- 笹ヶ瀬川
- 浦安総合公園
- 岡南飛行場